# لیام کوپر
لیام کوپر (انگلیسی: Liam Cooper؛ زادهٔ ۳۰ اوت ۱۹۹۱) یک بازیکن فوتبال اهل اسکاتلند است.